# Дзвінкий губно-твердопіднебінний апроксимант
Огублений твердопіднебінний (губно-твердопіднебінний, лабіо-палатальний) апроксимант — тип приголосного звука, що існує в деяких людських мовах. Символ Міжнародного фонетичного алфавіту для цього звука — ɥ, а відповідний символ X-SAMPA — H. Цей приголосний є напівголосним відповідником голосного [y].

## Властивості
Властивості губно-твердопіднебінного апроксиманта:
- Тип фонації — дзвінка, тобто голосові зв'язки вібрують від час вимови.
- Спосіб творення — апроксимант, тобто один артикулятор наближається до іншого, утворюючи щілину, але недостатньо вузьку для спричинення турбулентності.
- Місце творення — огубленне твердопіднебінне, тобто тіло язика підіймається до твердого піднебіння, а губи заокруглюються.
- Це ротовий приголосний, тобто повітря виходить крізь рот.
- Це центральний приголосний, тобто повітря проходить над центральною частиною язика, а не по боках.
- Механізм передачі повітря — егресивний легеневий, тобто під час артикуляції повітря виштовхується крізь голосовий тракт з легенів, а не з гортані, чи з рота.